# Conferencia de Río de Janeiro de 1942
La Conferencia de Río de Janeiro de 1942, originalmente llamada III Reunión de Consulta entre los Ministros de Relaciones Exteriores de las Repúblicas Americanas, se celebró del 15 al 28 de enero de 1942 en la entonces capital de Brasil, en Río de Janeiro, con la intención de romper las relaciones diplomáticas, comerciales y otras a los países de los aliados declarados en la Segunda Guerra Mundial para no intervenir ni arriesgar su patrimonio de manera abrupta por la guerra. En la conferencia participaron los países de Argentina, Brasil, Chile, Colombia, Ecuador, México, Paraguay, Perú, Venezuela y Uruguay dentro de las ideas y principios del panamericanismo. Argentina declaró a Estados Unidos no beligerante, al tiempo que afirmaba la neutralidad ante Alemania, Reino de Italia e Imperio Japonés. El presidente Franklin D. Roosevelt agradeció la rápida declaración a su colega Castillo. Con la entrada de los países centroamericanos y caribeños en la conflagración, el gobierno argentino extendió la no beligerancia a esos Estados. Bolivia, Chile y Uruguay tomaron medidas similares inmediatamente estalladas las hostilidades entre Estados Unidos (más las naciones que lo acompañaron) y las potencias nazi-fascistas. Ecuador, Perú y Paraguay no realizaron acciones concretas hasta enero de 1942.

## Acontecimientos preliminares a la conferencia
México, en el mes de diciembre de 1941, rompió relaciones diplomáticas con las potencias del Pacto Tripartito, estableciendo, además, una serie de medidas que afectaron de manera gradual la libertad y los bienes de los ciudadanos de los países del Eje; mientras que Colombia y Venezuela, hacia finales del mismo año, cortaron los vínculos diplomáticos con los gobiernos del Eje [1]. Brasil no ejecutó acciones favorables a ningún beligerante. Sin embargo, para entonces ya tenía un sesgo pronorteamericano disimulado por el juego pendular del gobierno de Vargas. Valga por ejemplo que seis meses antes del Ataque a Pearl Harbor, la Pan American Airways empezó a desarrollar en territorio brasileño los campos del Airport Development Program, cuya finalidad sería el apoyo al patrullaje del Atlántico Sur y a los aviones en tránsito a África, el Cercano y el Lejano Oriente [2]; al mismo tiempo nueve Estados de Centroamérica y el Caribe, con indudable liderazgo político y económico estadounidense, para el 11 de diciembre de 1941 se encontraban en estado de guerra con las potencias del Eje. En sincronía, la República Dominicana, Cuba, Costa Rica, El Salvador, Guatemala, Haití, Honduras, Nicaragua y Panamá adoptaron una beligerancia, naturalmente, limitada al espacio que representaban en el orden mundial. Las medidas más importantes se abocaron al confinamiento de ciudadanos de los países enemigos considerados peligrosos por el Departamento de Estado -con la subsiguiente deportación a Estados Unidos- y el control de la propiedad enemiga hasta llegar a la expropiación.
Consumado el ataque japonés, Estados Unidos y Chile propusieron un cónclave de cancilleres. Resuelta que fue favorablemente la convocatoria con la aprobación de todo el continente, se dispuso que la Tercera Reunión de Consulta entre Ministros de Relaciones Exteriores de las Repúblicas Americanas tuviera lugar en Río de Janeiro en enero de 1942. El doctor Enrique Ruiz Guiñazú, canciller argentino, hizo sondear la opinión de los países americanos, y algunas versiones le indicaron que la reunión giraría sobre asuntos económicos. El embajador argentino en Washington, sin embargo, le previno el 24 de diciembre de 1941, que el gobierno norteamericano usaría toda su influencia para obtener el corte de relaciones con el Eje, especialmente con el Japón. En su opinión, la ruptura colectiva tendría el terreno preparado, pues doce países estaban en guerra o habían cortado los vínculos con el Eje, y se suponía que Perú, Ecuador y Uruguay podrían tomar medidas análogas antes de la Conferencia. Asimismo, desde la embajada en Brasil, informaban que la reunión podría contemplar el rompimiento de las relaciones diplomáticas con los países en guerra con Estados Unidos.

### Conflicto con los países aliados
El 2 de enero de 1942, reunidas en Washington, 26 naciones aliadas se comprometieron a apoyar el programa suscrito por Franklin D. Roosevelt y Winston Churchill el 14 de agosto de 1941, conocido como Carta del Atlántico. En consecuencia, los nueve Estados de América Central y el Caribe en estado de guerra contra el Eje se incorporaron a una alianza bélica y declararon “no hacer un armisticio o paz por separado con sus enemigos”. Conocido el hecho, al día siguiente, el ministro Ruiz Guiñazú decidió comunicarle al gobierno estadounidense que la alianza extra-continental constituía una presión sobre las resoluciones a adoptar en Río de Janeiro. Una semana antes de la apertura de la reunión consultiva, Ruiz Guiñazú informaba al Departamento de Estado un parecer que ponía en duda el sentido de la Conferencia: “Existe una cierta contradicción en invitarnos a participar del estudio y adopción de medidas de defensa común al mismo tiempo que nueve países proceden sin previo intercambio de opiniones a definir de manera absoluta su doble posición, intra-continental y extra-continental, con los consiguientes riesgos y responsabilidades de un estado de guerra”.
Ruiz Moreno analiza las consultas previas de Ruiz Guiñazú con las oficinas de la Cancillería y otros ministerios. No es el propósito del hilo entrar en el detalle de la correspondencia interna del gobierno argentino, pero conviene presentar el temperamento de Ramón S. Castillo, formalmente vicepresidente a cargo del Poder Ejecutivo y en aquellos días el presidente de hecho debido a una larga licencia por enfermedad del presidente Ortiz. En las instrucciones dirigidas al canciller, el vicepresidente expresa la firme política de neutralidad: “La Delegación Argentina no está autorizada entonces a adherir a ninguna declaración general de guerra o de ruptura de relaciones diplomáticas. Si llegara a proponerse alguna de esas dos medidas, la Delegación Argentina deberá consultar previamente con el Poder Ejecutivo la actitud a asumirse”.
Norman Armour, embajador estadounidense en Buenos Aires, informaba al Departamento de Estado que el gobierno argentino no accedería a declarar la guerra ni tampoco a la ruptura de relaciones, sin llegar a asegurar lo último. A la vez, Washington veía con preocupación el esfuerzo de la administración de Castillo por convocar a los delegados de los países de la región en viaje a la conferencia interamericana. Los representantes de Chile, Paraguay, Perú y Uruguay pasaron por Buenos Aires antes de llegar a Río de Janeiro.
Enseguida de producido el ataque a Pearl Harbor, el ministro de Relaciones Exteriores del gobierno chileno, Juan Bautista Rossetti, le había manifestado al embajador norteamericano en Santiago su preocupación ante un eventual ataque japonés a las costas chilenas. Hull, el 11 de diciembre, le había asegurado desde Washington que Estados Unidos daría todo su apoyo. No obstante, Rossetti insistió el 13 al embajador, advirtiéndole que encontraba muchas resistencias en una parte del Congreso y de las Fuerzas Armadas convencidas de que el litoral chileno pudiera ser atacado por Japón.

## Comienza la reunión consultiva
El ministro Ruiz Guiñazú arribó a la capital brasileña el 14 de enero de 1942, un día antes de la inauguración. Las entrevistas con autoridades locales y otros jefes de delegación le dieron un panorama de la víspera:
“he podido comprobar la forma insidiosa con que se presenta a la Argentina frente a Norteamérica (…) tengo la impresión de que el propio Welles está bajo la sugestión de esa crítica sin control”.
El subsecretario de Estado encabezaba la comitiva estadounidense, mientras Cordell Hull permanecía en Washington dedicado a los asuntos del ingreso de su país en la conflagración. El alejamiento geográfico de Hull le permitiría a Sumner Welles desplegar la política de apaciguamiento, contraria a la línea del secretario de Estado, más inclinado a la intransigencia.
Ruiz Guiñazú fue recibido por el presidente Getúlio Vargas, el cual coincidió con descartar la guerra contra el Eje y en no reconocer a Gran Bretaña como no beligerante; la condición del principal Aliado no americano estaba en discusión. El mandatario expresó el deseo de que predominase la “juiciosa actitud” argentina, y pidió al enviado que convenciera a Welles. Aunque acuciado por las circunstancias, Vargas parecía continuar con su táctica pendular. Sin embargo, el canciller argentino podía entrever la posición brasileña por las conversaciones con los representantes de México, Colombia y Venezuela. Ellos le adelantaron que presentarían un proyecto de ruptura colectiva, el cual contaba con la conformidad de Brasil.
El día 15, al abrir la Conferencia, Vargas no adoptó una postura clara. En su discurso, defendió en términos generales la solidaridad continental y los compromisos asumidos anteriormente, nada distinto de declaraciones del vicepresidente Castillo formuladas a la prensa. Inaugurado el cónclave y distribuidas las comisiones, las delegaciones comenzaron a trabajar en las resoluciones a suscribir por el cuerpo continental. A excepción de Hull, reemplazado por Welles, se encontraban todos los titulares de los asuntos exteriores.

### Ruptura de relaciones con los países aliados
Una propuesta dominicana, apoyada por el bloque centroamericano, planteó la declaración de guerra de las naciones que no la habían formulado. Advirtiendo que tenía muy escasa probabilidad de ser aprobada, el Departamento de Estado descartó esa proposición. Una medida de tal naturaleza tampoco contaba con el aval del Alto Comando norteamericano, opuesto a extender el territorio beligerante a todo el continente. Con mejores perspectivas, los delegados de los tres países que habían cortado relaciones con el Eje introdujeron la declaración de ruptura colectiva. México, Colombia y Venezuela presentaron cuatro puntos que contenían los objetivos estadounidenses:
- 1.-  Las Repúblicas Americanas declaran que consideran estos actos de agresión contra una de las Repúblicas Americanas como actos de agresión contra todas ellas y como una amenaza inmediata a la libertad e independencia del Hemisferio Occidental.
- 2.-  Las Repúblicas Americanas reafirman su completa solidaridad y su determinación de cooperar estrechamente para su protección mutua, hasta que la presente amenaza haya desaparecido completamente.
- 3.-  En consecuencia, las Repúblicas Americanas manifiestan que, en virtud de su solidaridad y a fin de proteger y preservar su libertad e integridad, ninguna de ellas podrá seguir manteniendo sus relaciones políticas, comerciales y financieras con los gobiernos de Alemania, Italia y Japón; y, asimismo, declaran que, en pleno ejercicio de su soberanía, tomarán las medidas correspondientes a la defensa del Nuevo Mundo, que consideren, en cada caso, prácticas y convenientes.
- 4.-  Las Repúblicas Americanas declaran, por último, que antes de reanudar sus relaciones políticas, económicas y financieras con las potencias agresoras, consultarán entre sí, a fin de que su resolución tenga carácter colectivo y solidario.

Al final de la jornada, Welles visitó a Ruiz Guiñazú para enfatizarle que la ruptura “era de vida o muerte para Estados Unidos y toda América”. Enterado de la negativa argentina, calificó de “trágico” a dicho punto de vista, lamentando que se reprodujese “la misma oposición que en Lima y La Habana”. Ruiz Guiñazú se entrevistó también con los representantes de Venezuela y México. Welles, con el apoyo del canciller brasileño Oswaldo Aranha, insistió al ministro argentino sobre la importancia del corte de relaciones.
El delegado chileno también mantuvo una firme posición contraria al rompimiento. De acuerdo con las instrucciones recibidas en Santiago, Rossetti debía apoyar a Estados Unidos con todos los medios, excepto con la ruptura de relaciones con el Eje. Al cabo de ese trajinado día de apertura, era visible que Argentina y Chile presentaban oposición a la iniciativa en debate.

## En busca del compromiso
El 17 de enero parecía posible que la votación tuviera lugar en la siguiente sesión plenaria. El canciller argentino propuso que se agregase un artículo a la declaración de ruptura, según la cual quedaría abierta a la adhesión de los países no firmantes. El agregado no satisfizo a los autores ni a Aranha, quien consideró que tenía menos garantías que lo declarado en La Habana. En vista que el proyecto original seguía circulando, Ruiz Guiñazú solicitó instrucciones a Buenos Aires. El 20 recibió la orden “mantenerse firme en nuestra posición”, que ninguna fórmula “conduzca necesariamente a la ruptura de relaciones”.
El embajador Armour acudió a Castillo. El presidente interino, sin descuidar las formalidades diplomáticas, fue contundente: la colaboración ya estaba consagrada con el decreto de no beligerancia, acto oficial inamovible. No obstante ello, Buenos Aires cursó pautas generales a Ruiz Guiñazú tendientes a buscar el acuerdo. El delegado argentino, ante la delicada emergencia planteada, proyectó una enmienda al artículo 3º, la ruptura quedaría a referéndum de las “instituciones o poderes constitucionales” de cada país. El 21, con la intermediación de Aranha, entró en consideración el proyecto enmendado por Ruiz Guiñazú. Para el delegado chileno el nuevo artículo 3º podía ser conveniente, pues las instrucciones de La Moneda le indicaban que una resolución de ruptura sería aceptable únicamente condicionándola a la aprobación del Congreso. 
La impugnación llegó desde el propio gobierno argentino. Enterado del tenor de la modificación, Castillo la rechazó de plano porque “conduce necesariamente a la ruptura de relaciones, no se ajusta a nuestra reiterada posición”. En otro telegrama añadió que aun cuando el texto no creaba un compromiso inmediato, “traería una expectativa perjudicial sobre la ruptura (…) de graves inconvenientes para el orden interno”. La alternativa fue desechada cuando Ruiz Guiñazú comunicó a los otros representantes que su gobierno no había aceptado la declaración enmendada. 
El 15 de enero, como consecuencia del intento argentino de conformar un bloque opuesto a la ruptura antes de la Conferencia, Hull había enviado instrucciones a Welles en las que expresaba que era preferible que no hubiera unanimidad entre todos los países americanos a adoptar una fórmula de compromiso. En opinión del secretario de Estado, Argentina cedería ante una firme posición estadounidense apoyada por la mayoría de los países. De no ocurrir la conjetura, convenía obtener un voto mayoritario contra la disidencia. 
Las negociaciones continuaron hasta el día 23, entonces Welles le telegrafió a Hull que presentaría una nueva fórmula que, de no ser aprobada por Argentina, obtendría al menos 19 votos. Llegados a este punto, algunos delegados propusieron suscribir el proyecto inicial, dejando aislados a Chile y Argentina. Los acontecimientos llevaron a Sumner Welles a defender el criterio opuesto al de su superior Hull. El subsecretario de Estado y la mayoría de los representantes prefirieron preservar la unanimidad, aun a costa de ceder ante la posición argentina. Ruiz Guiñazú presentó entonces una nueva redacción del artículo 3º, en donde la ruptura pasaba a ser una mera recomendación. Con cambios mínimos propuestos por Aranha y Rossetti, la Resolución I signada por todos los delegados decía en su artículo más discutido:
III. Las Repúblicas Americanas, siguiendo los procedimientos establecidos por sus propias leyes y dentro de la posición y circunstancias de cada país en el actual conflicto continental, recomiendan la ruptura de sus relaciones diplomáticas con el Japón, Alemania e Italia, por haber el primero de esos Estados agredido y los otros dos declarado la guerra a un país americano.
Welles antes de aprobar el nuevo texto se aseguró que Brasil, Bolivia, Ecuador, Paraguay, Perú y Uruguay romperían seguidamente con el Eje, acción que cumplieron antes de finalizar enero. Cordell Hull se enteró en su casa por la noticias de la radio del acuerdo logrado en Río de Janeiro, el cual no había sido informado por Welles al Departamento de Estado. De inmediato convocó a Franklin D. Roosevelt y Welles a una conferencia telefónica. En ella le recriminó duramente al subsecretario haber cambiado la política sin consultarlo y haber aceptado una cláusula que implicaba la rendición ante la Argentina. Roosevelt se interpuso poniendo final al cruce entre sus funcionarios: “Lo siento Cordell, pero en este caso voy a aceptar el juicio del hombre que está en el lugar de los hechos. Sumner, apruebo lo que Ud. ha hecho. Autorizo que siga los lineamientos que Ud. ha recomendado”.

## El trasfondo del acuerdo
Algunos autores analizaron el conflicto entre Hull y Welles según el modelo de la “política burocrática”. La política exterior de Estados Unidos no resultó de la acción de un gobierno que procede con criterios racionales de acuerdo con objetivos determinados, sino que fue el resultado de un proceso burocrático con funcionarios y oficinas en competencia; por consiguiente, el producto fue un conjunto de decisiones con bajo nivel de coherencia. En Río, la delegación norteamericana se volcó al apaciguamiento bajo el influjo de los “latinoamericanistas” dirigidos por Welles, opuestos a los “internacionalistas” conducidos por Hull. Las explicaciones de Welles en parte respaldan la hipótesis, también sustentan una interpretación más convincente [4].
Al día siguiente de la conferencia tripartita, Welles envió un telegrama a Roosevelt agradeciéndole la intervención. Recordó que antes de partir la delegación, el presidente había incluido en los objetivos preservar la unidad continental lograda gracias a la política de buena vecindad. De modo que había actuado en atención a las instrucciones presidenciales, manteniendo a Hull al tanto de las novedades, aunque el ritmo vertiginoso de las reuniones hacía imposible consultar sobre cada palabra que se incluyera en las declaraciones. Asimismo, le notificó a Roosevelt que Vargas y Aranha expresaron sus preocupaciones por una eventual ruptura entre Brasil y Argentina. Los cancilleres de Bolivia y Uruguay también le habían manifestado el temor a las consecuencias de un aislamiento de Argentina. Los países del Cono Sur, con el decisivo empeño de Brasil, influyeron en el subsecretario, quien aceptó una fórmula de compromiso pese a las tempranas instrucciones de Hull del día 15.
La actitud brasileña se enmarca en la oscilación del gobierno varguista entre los bandos beligerantes y la relación dual de cooperación y rivalidad con Argentina. El 7 de enero, Roosevelt le había comunicado a su colega brasileño que estaba dispuesto a pagar el precio del alineamiento de Brasil. Vargas y Aranha llegaron a un acuerdo con Welles en las negociaciones paralelas a la Conferencia. Por su ubicación estratégica Brasil era una pieza importante en el tablero de la SGM, y la disidencia argentina potenciaba el rol brasileño de “país llave” para Estados Unidos en la región. El gobierno de Vargas buscaba obtener ventajas, pero no podía ni quería enfrentarse con Argentina. Aranha hizo de mediador, un papel que Itamaraty pretendía desempeñar desde Lima.
La posición chilena confluyó en el desenlace, aunque con matices que la diferenciaron de la argentina. Juan Bautista Rossetti enfatizó a Welles la potencial agresión japonesa. Rossetti, en la sesión plenaria del 25, declaró “sin duda alguna, Japón atacará inmediatamente a Chile”. El 26, el canciller le propuso al subsecretario un acuerdo por el cual Estados Unidos se comprometía a tomar medidas preventivas en el Pacífico Sur y proporcionar “efectiva asistencia militar”. Según Rossetti, el gobierno de Santiago le había expresado la seguridad de la ruptura con el Eje sin otros retrasos. Welles se declaró favorable al acuerdo previsto, y obtuvo por respuesta desde Washington el pedido de hacerle entender a Rossetti que había que estudiar las capacidades de patrullaje de la Marina estadounidense y que Chile no podía esperar un trato preferencial respecto de países latinoamericanos en la misma situación. Con estas consideraciones, Rossetti y Welles suscribieron el convenio. El canciller era favorable a los Aliados, pero debía obtener ventajas económicas y seguridades militares como contrapartida a la ruptura, pues para el ambiente político chileno y las fuerzas armadas el corte de los vínculos ubicaba al país en la prebeligerancia. De regreso en Santiago, Rossetti le aseguró al embajador estadounidense que el Congreso se aprestaba a sancionar la ruptura. En 1942 Estados Unidos no daba garantías de seguridad, la victoria del Eje no podía ser descartada y Chile seguía sin obtener beneficios económicos. El acto previsto por Rossetti se postergó hasta enero de 1943, cuando el Senado apoyó el corte de relaciones.
La desconfianza de Chile y Argentina acerca de la capacidad estadounidense para la defensa del continente tenía asidero. Con la destrucción de la flota del Pacífico y la necesidad de escoltar convoyes en el Atlántico, la Marina a duras penas operaba en la zona del Canal de Panamá. Altos funcionarios del Comando de Defensa del Caribe instaron al Departamento de Estado a que persuadiera a las naciones sudamericanas a no declararle la guerra al Eje ni a cometer actos de provocación, con más razón los dos países del extremo sur del continente. Los estrategas norteamericanos creían que Argentina, más que ninguno, debía evitar una rígida posición anti-Eje. 

## La vigilancia europea
El Foreign Office no tenía dudas acerca de la neutralidad platense: el sentimiento anti-norteamericano, propio de las clases dirigentes argentinas, y el hecho de que éstas consideraran al país como “una parte integrante de la economía europea”. Enrique Ruiz Guiñazú pertenecía a esas clases. Algunos autores ponen el acento en su perfil hispanófilo de raíz católica, según otros influenciado por los modelos fascistas. Esa caracterización, a lo sumo, aporta un matiz. Lo cierto es que el canciller seguía los lineamientos de la “prudente neutralidad” de la Casa Rosada, afirmada en tradiciones fuertemente arraigadas.
La embajada argentina en Berlín dio cuenta del ambiente pesimista en Alemania. Anticipando los pasos, consultó a Buenos Aires qué país tomaría la representación diplomática y solicitó órdenes para la destrucción de archivos. La Cancillería le informó que las declaraciones de Río no llevaban necesariamente al corte de los vínculos.
Alemania ejerció presiones para evitar la ruptura. A modo de amenaza velada, Berlín le comunicó a Brasil, Chile y Argentina la inquietud por una declaración de guerra por parte del Eje a consecuencia de la ruptura. Buenos Aires replicó con aspereza el rechazo a “advertencias de esa clase”. El régimen de Hitler no tenía manera de presionar a gobiernos alejados de su esfera política y económica sino por la intimidación. Y en todos los países de América Latina, los alemanes empeoraron las cosas para sí mismos.
En 1942, con la ampliación de la Batalla del Atlántico, la amenaza se hizo realidad. Varios buques mercantes de países iberoamericanos sufrieron ataques de los sumergibles alemanes, incluso barcos de cabotaje para el transporte de pasajeros. En Brasil, Colombia y México la agresión armada movilizó a la beligerancia al gobierno, al arco político y a la opinión pública.
Chile y Argentina, mientras resistían la coerción de Estados Unidos, a mediados de 1942 recibieron presiones de Alemania que incluían la amenaza del uso de la fuerza militar. A la política coactiva de Washington, el régimen nazi contrapuso la intimidación disuasiva para forzar a los gobiernos de Santiago y Buenos Aires a mantener la neutralidad. A finales del año, Chile se acercaba a Estados Unidos y Argentina demandaba armas alemanas para equilibrar el rearme brasileño. La falta de resultado de la política dura vis-à-vis Estados Unidos, llevó a Ribbentrop a adoptar una actitud menos rígida. De poco o nada sirvieron la presión y el posterior cambio: Chile cortó relaciones, y las promesas de suministro de armamento a Argentina no detuvieron la subsiguiente ruptura.

## Las resoluciones y el alcance global
El cuerpo hemisférico acordó una serie de resoluciones en materia económica. Con ellas Estados Unidos procuraba la ruptura de las relaciones comerciales y financieras (explícita en el artículo 3º del frustrado proyecto original) y orientar la producción del continente de acuerdo con las necesidades de la guerra. Mediante recomendaciones se sugerían medidas de control de las operaciones comerciales y financieras (Resolución V), fomentar el aumento de la producción de materiales estratégicos (Resolución II), a fin de lograrlo, se pondrían en vigencia medidas destinadas a mejorar los medios de transporte, a coordinar los servicios de navegación (Resolución IV), a estabilizar los tipos de cambio (Resolución XV), y en el orden interno se instaba al establecimiento de sistemas de créditos adecuados y a la adopción de medidas para armonizar precios (Resolución III). De igual forma, se recomendaba invertir capitales en las repúblicas americanas (Resolución XI) y prestar colaboración en la explotación del suelo y del subsuelo (Resolución XVI). El Comité Consultivo Económico y Financiero Interamericano, creado en la reunión de Panamá, sería el organismo encargado de poner en práctica dichos planes.
Dos nuevos instrumentos tendrían importancia en el orden político y militar: la Junta Interamericana de Defensa (Resolución XXXIX) y el Comité Consultivo de Emergencia para la Defensa Política (Resolución XVII), este último, dedicado al control de las actividades subversivas, más en concreto al espionaje y propaganda de las potencias nazi-fascistas. En los hechos el Comité sería el escenario de denuncia de las actividades del Eje en Chile y Argentina; y con ello un mecanismo de presión sobre los gobiernos. Es cierto que después de enero de 1942 las redes de la Abwerh, del Servicio de Seguridad (Sicherheitdienst o SD) y de la Organización Exterior del NSDAP (Auslands Organisation) se desplazaron principalmente a Chile y Argentina, los dos países en donde podían contar con la cobertura del cuerpo diplomático alemán y hasta un punto la tolerancia oficial. Pero también es cierto el limitado alcance de estas organizaciones y sus magros resultados, reconocidos en los informes de la inteligencia y diplomacia británicas, que con tono más objetivo no exageraban la influencia nazi. 
Después de Río la neutralidad se convirtió en un desafío político a los Estados Unidos, es por eso que la pretendida defensa sería una herramienta para doblegar a los “rebeldes”. El Comité, con sede en Montevideo y conformado por siete delegados, en principio uno de la Argentina, dio el marco continental para el no reconocimiento del gobierno de la junta boliviana dirigida por el Mayor Gualberto Villarroel (golpe de diciembre de 1943) y del régimen militar argentino presidido por el General Edelmiro Farrell (marzo de 1944). 
Con la influencia del representante norteamericano Carl Spaeth (funcionario del Departamento de Estado de la línea Hull), el delegado uruguayo Alberto Guani (por entonces ministro de Relaciones Exteriores de su país) presentó la doctrina que lleva su nombre, según la cual los gobiernos del continente debían decidir el reconocimiento de uno impuesto por la fuerza. La posición de Uruguay en este punto merece varias consideraciones, aquí solamente mencionaré el dinamismo que algunas naciones adquirieron, es más correcto decir intentaron conseguir, subordinadas al gendarme estadounidense. La guerra parecía la oportunidad para los países pequeños de desplegar una política activa en el campo internacional, y las credenciales antifascistas podían servir, a su vez, para obtener de los Estados Unidos ventajas económicas y armamento moderno mediante el Préstamo y Arriendo.
En conclusión, en Río se estuvo cerca de la fractura del sistema panamericano, al evitarla se produjo una brecha infranqueable en el Departamento de Estado. Sumner Welles obtuvo una victoria sobre Cordell Hull, pero sería transitoria, pírrica según el consenso académico porque derivó en el predominio de Hull y el alejamiento de Welles del Departamento de Estado. En los meses siguientes a la Reunión, con moderada presión Welles intentó disuadir a Castillo. La falta de resultados habilitó a Hull a tomar el timón y aplicar una coerción más firme, que a la larga resultaría contraproducente, pues fortalecería a los sectores nacionalistas en la Argentina.